# Hans Beimler
Hans Beimler (Múnic, 2 de juliol de 1895 - Madrid, 1 de desembre de 1936) fou un comunista alemany, membre del Comitè central del Partit Comunista d'Alemanya, diputat al Reichstag i comissari polític del batalló Thälmann de la XII Brigada Internacional a la Guerra Civil espanyola.

Hans Beimler sobreposat a una escena de guerra, en un segell de la RDA.

Les circumstàncies de la seva vida i sobretot de la seva mort en combat el convertiren en un símbol per als voluntaris de les Brigades Internacionals.
| «                                                                 | …va dir la seva resposta: Vencerà la llibertat! I continuaràs vivint en nosaltres i en la lluita, Hans Beimler, company | » |
| — De la cançó Hans Beimler, company segons versió de M. Sacristán | |   |

Hans Beimler va néixer el 2 de juliol del 1895 a la ciutat bavaresa de Múnic. Va ser tancat al camp de concentració de Dachau (Alemanya) l'11 d'abril del 1933, igual que la seva dona Zenta que fou enviada a un altre camp deu dies després. Beimler va aconseguir escapolir-se un dia abans de la seva execució, escanyant un guàrdia de les SS i vestint-se amb la seva roba.
Va allistar-se com a voluntari a la Guerra d'Espanya i el 23 de juliol del 1936 va formar a la caserna de Pedralbes de Barcelona la centúria Thälmann, en honor del líder comunista Ernst Thälmann, els components de la qual eren majoritàriament comunistes alemanys. La centúria Thälmann es va convertir en batalló el novembre del 1936 i es va incorporar a la XII Brigada Internacional, al costat dels batallons Garibaldi i André Marty. Foren enviats a Madrid el 7 de novembre, sota el comandament del general Paul Lukács i amb Hans Beimler com a comissari polític del batalló Thälmann.
L'1 de desembre del 1936 va morir en la Batalla de la Carretera de la Corunya, al front de la Ciutat Universitària (barri de Madrid). Fou enterrat al cementiri de Montjuïc a Barcelona, i la cerimònia fou un acte multitudinari i emotiu que va inspirar Rafael Alberti un poema. A partir de juliol de 1937, el batalló Thälmann, que va ser transferit a la XI Brigada Internacional, va ser conegut també com a batalló Hans Beimler.
El tenor alemany Ernst Busch va gravar a Barcelona, juntament amb el batalló Thälmann (o batalló Hans Beimler) el disc que es va titular "Sis cançons per la democràcia". Les sis cançons, cantades en alemany i castellà, van ser:
- Hans Beimler, company
- La columna Thälmann
- La cançó de les Brigades Internacionals
- Els soldats del pantà
- La cançó del Front Unit
- Els quatre generals

La melodia que es va utilitzar per a Hans Beimler, company va ser la de la popular cançó alemanya Ich hatt' einen Kameraden (Jo tenia un camarada).